# フォーティテュード・ヴァリー駅
フォーティテュード・ヴァリー駅（Fortitude Valley railway station）はオーストラリア、ブリスベンのシティートレインの地下駅で、プラットホームは４つある。2007年から2008年にかけて行われた改修工事が終了し、駅名がブルンスウィック・ストリート駅(Brunswick Street railway station)から変更された。トランスリンクの交通システムの"ゾーン1"に位置する。

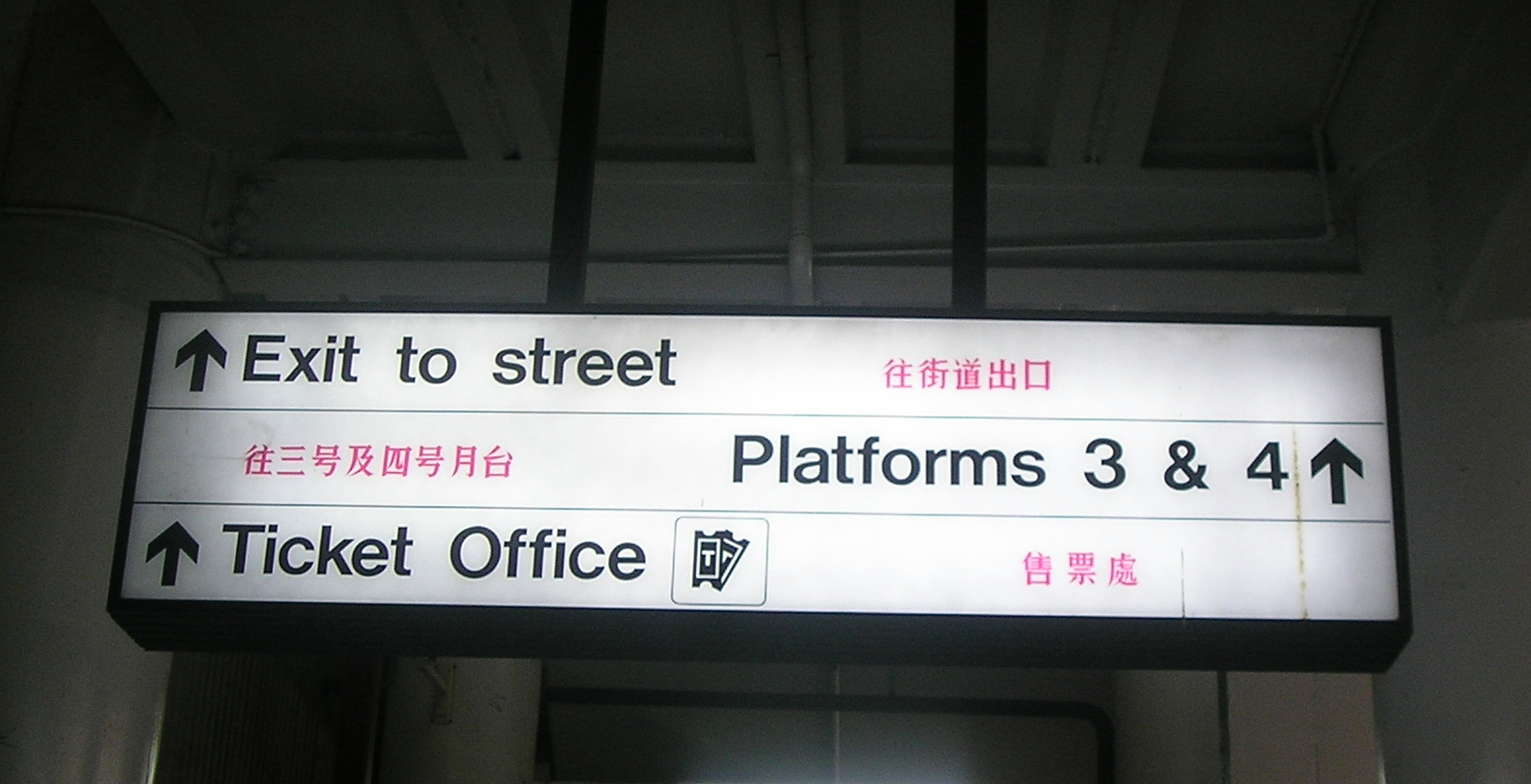
中国語と英語の看板（旧駅）

フォーティテュード・ヴァリーとチャイナタウンの駅である。ブルンスウィック・ストリートとウィッカム・ストリートの交差点から入る。近くにチャイナタウンであるブルンスウィック・ストリート・モールや、ストーリーブリッジがある。